# عرض آل عون (سيئون)

تعديل مصدري - تعديل

عرض ال عون هي إحدى قرى عزلة سيئون بمديرية سيئون التابعة لمحافظة حضرموت، بلغ تعداد سكانها 1411 نسمة حسب تعداد اليمن لعام 2004.